# Sun Jihai
Sun Jihai (chin. upr. 孙继海, chin. trad. 孫繼海, pinyin Sūn Jìhǎi; ur. 30 września 1977 w Dalian) – chiński piłkarz występujący najczęściej na pozycji prawego obrońcy. Obecnie zakończył karierę, ostatnim jego klubem był chiński zespół Beijing Renhe. Wcześniej występował w Manchesterze City, Dalian Shide oraz Crystal Palace F.C., Sheffield United F.C., Chengdu Blades i Chongqing Lifan.
W reprezentacji swojego kraju zadebiutował w 1996 roku. W 2002 roku Velibor Milutinović powołał go na mistrzostwa świata, na których Chiny zajęły ostatnie miejsce w swojej grupie i odpadli z turnieju.